# Future Kiss
Future Kiss è il nono album in studio della cantante giapponese Mai Kuraki, pubblicato nel 2010.

## Tracce
1. Future Kiss – 3:51
2. Wana – 3:25
3. Revive – 4:40
4. Watashi no, Shiranai, Watashi. (わたしの、しらない、わたし。) (Precious version) – 4:21
5. Summer Time Gone – 4:17
6. I Scream! – 3:30
7. Drive Me Crazy – 4:01
8. I Can Do It Now – 3:12
9. Beautiful (Comfortable Version) – 3:57
10. I Promise – 4:46
11. Sound of Rain – 4:06
12. Tomorrow Is the Last Time – 4:00
13. Anywhere – 4:59